# Conus ateralbus
Conus ateralbus é uma espécie de gastrópode do gênero Conus, pertencente à família Conidae.

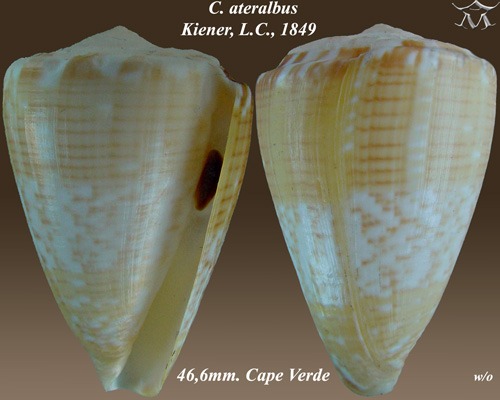
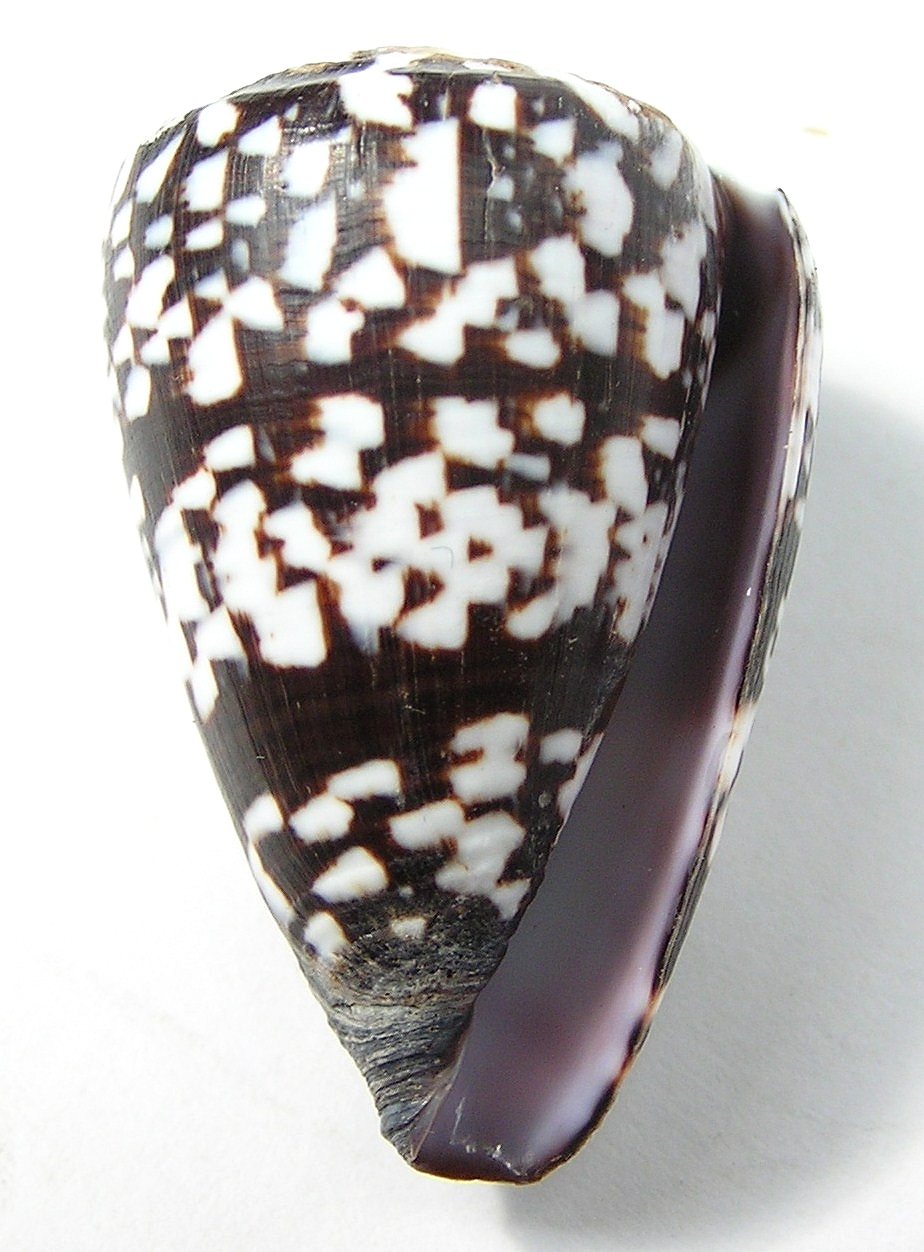